# República de Bolivia
República Boliviana o República de Bolivia es el término que en periodos históricos no consecutivos recibió como nombre oficial Bolivia entre los siglos XIX y XXI. Su primera aparición oficial fue en la Constitución Política de 1826 durante el gobierno de Antonio José de Sucre hasta la Constitución Política de 2009 durante el gobierno de Evo Morales.
La denominación de «República Boliviana» es usado en las constituciones nacionales de 1826, 1831, 1834, 1839, 1843, 1851, 1861, 1868, 1871, 1878, 1880, 1938, 1945, 1947, 1967, 1995, 2004, y 2008. La Ley Fundamental de la Confederación Perú-Boliviana utilizó el término «República de Bolivia» como un nombre secundario más del Estado Boliviano así como a los otros estados integrantes de la Confederación Perú-Boliviana.
El decreto supremo número 48 de 18 de marzo de 2009, cambió la denominación de República de Bolivia que la Constitución de 2009 en su artículo 11 así lo establecía, por el denominativo Estado Plurinacional de Bolivia. Cabe mencionar que ninguno de los considerandos del citado decreto, guarda relación con dicho cambio.

## Contexto
Bolivia, durante su proceso de fundación, mantuvo la denominación que durante las últimas décadas del período virreinal denominaban a las intendencias de la región del norte del virreinato del Río de la Plata (1776-1814) como «intendencias o provincias del Alto Perú», teniendo la palabra Alto Perú como principal, ya que esta era el nombre que se le dio a la región andina cercana al virreinato del Perú. Durante el proceso fundacional se continuaría con la denominación de Alto Perú, variando solo en la complementación, se mantuvo «provincias» y se descartó intendencia, aunque también se usó «departamentos», manteniéndose también el contexto plural, quedando: provincias del Alto Perú o departamentos del Alto Perú. El 6 de agosto de 1825 estas provincias se conformaron como un Estado nación, fundándose un nuevo país. Desde este acontecimiento, también se le denominó Estado del Alto Perú.
Posteriormente el 11 de agosto, la Asamblea General del Alto Perú decretó el cambio de la denominación del Estado por la de República de Bolívar, que también sería llamada República de Bolívar.

La Asamblea Jeneral del Alto–Perú, deseando acreditar pùblica, espresiva y solemnemente su eternal gratitud, y reconocimiento eminentemente justo, al inmortal Libertador de Colombia y del Perú, Simón Bolívar… ha venido en decretar y decreta lo siguiente:
1.º La denominacion del nuevo estado es, y serà para lo sucesivo, República Bolívar.

La denominación de Alto Perú, como referencia oficial al nuevo Estado, aún se mantuvo presente en hasta el 13 de agosto:

La Asamblea General de la República de Bolívar después del solemne pronunciamiento del 6 del presente, que erige el Alto Perú en un Estado Libre e Independiente, ha creído interesante decretar, y decreta lo que sigue:
1. El Estado del Alto Perú se declara en su forma de Gobierno Representativo, Republicano.
Primera ley constitucional: División de poderes, 13 de agosto de 1825.

En octubre de 1825 se volvió a debatir sobre el nombre de la nación. Se cuenta que el diputado por Potosí, reverendo Manuel Martín Cruz, dijo lo siguiente: «Si de Rómulo Roma, de Bolívar Bolivia». Fue entonces que presuntamente se debatió la propuesta del diputado y, manteniendo el término de república, se optó por aceptarla, la nueva nación cambió su nombre a República de Bolivia, posiblemente el 3 de octubre, aunque en los documentos figuraba como República Boliviana.
Algunas instituciones, como la «Asamblea General del Alto Perú», disuelta el 6 de octubre de 1825, mantuvieron la denominación de Alto Perú hasta cierto tiempo, aunque por otro lado, quedó meramente en lo coloquial en la política, esto hasta el agosto de 1828, cuando volvió a tener fuerza gracias a José Ramón de Loayza Pacheco quien, para simpatizar con Agustín Gamarra, había establecido la República del Alto Perú en los márgenes territoriales del departamento de La Paz, la cual estaba hermanada con el República del Perú, su duración fue cerca de dos meses. Desde este último suceso, la denominación Alto Perú se fue en desuso pleno.

## Períodos históricos no consecutivos

### Primer uso (1826-1836)
El uso de República de Bolivia como nombre oficial, se dio por petición del diputado de Potosí Manuel Martín Cruz que propuso un ligero cambio de toponimia al régimen de la República de Bolívar, «Si de Rómulo Roma, de Bolívar Bolivia», territorio del actual estado sudamericano; la petición fue aprobada el 3 de octubre de 1825.
Con el cambio de nombre, la constitución política de 1826, la primera en el país, registró el derivado República Boliviana como nombre oficial:

En el nombre de Dios. — El Congreso General Constituyente de la República Boliviana, nombrado por el pueblo para formar la Constitución del Estado.
Constitución Política de Bolivia de 1826, 19 de noviembre de 1826.

Con la intervención militar de 1828, liderada por el general peruano Agustín Gamarra se expulsó a todas las tropas grancolombianas y simpatizantes de Simón Bolívar. De esta forma Bolivia se consolidó libre de la injerencia de la Gran Colombia, y los bolivianos que apoyaron la intervención peruana proclamaron en el Departamento de La Paz la República del Alto Perú en 1829, aunque no llegó a doblegar todo el país, el general boliviano José Ballivián logró tomar control de La Paz y los defensores de la nueva república ejecutados.

### Segundo uso (1839-2009)

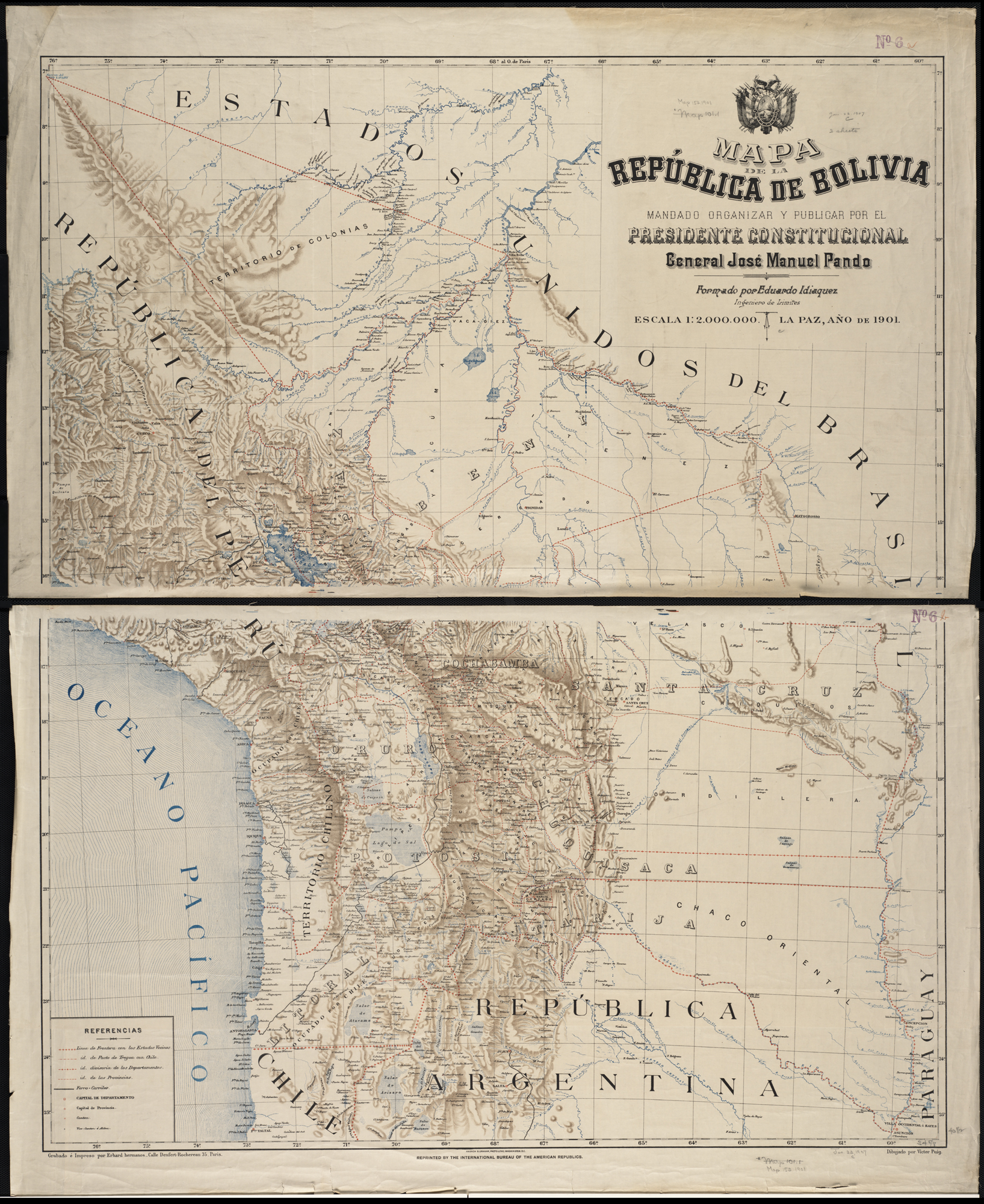
Mapa de Bolivia de 1901 con la inscripción de República de Bolivia.

En 1836 luego de la intervención militar en Perú liderada por Andrés de Santa Cruz durante la guerra civil peruana de 1835-1836, proclamó la Confederación Perú-Boliviana con la unificación de la República Peruana y la República de Bolivia, Santa Cruz dividió al nuevo estado en tres divisiones administrativas; el Estado Nor-Peruano, el Estado Sud-Peruano y el Estado Boliviano, aunque el gobierno confederado seguía reconociendo el término República como parte del nombre de cada estado, su uso quedó reducido y excluido del puro uso toponímico (Nor-Perú, Sud-Perú y Bolivia). La disolución de la Confederación en 1839 permitió al nuevo gobierno del presidente boliviano José Miguel de Velasco retroceder toda la política de Santa Cruz, incluidos todos los cambios de denominaciones; la constitución política de 1839 hizo la siguiente mención:

Artículo 2.- El nombre de Bolivia es inalterable
Constitución Política de 1839, 26 de octubre de 1839.

En 2009 luego del referéndum constitucional donde ganó el «Si» a favor de un cambio constitucional, se proclamó la presente constitución política boliviana, en donde se dejaba de denominar República por Estado Plurinacional. Este cambio de denominación de «República de Bolivia» por el de «Estado Plurinacional de Bolivia» queda reconocida en el Decreto Supremo N.º 48, 18 de marzo de 2009 dado por el presidente Evo Morales y el Consejo de Ministros:

Artículo Único.- En cumplimiento de lo establecido por la Constitución Política del Estado, deberá ser utilizada en todos los actos públicos y privados, en las relaciones diplomáticas internacionales, así como la correspondencia oficial a nivel nacional e internacional, la siguiente denominación: ESTADO PLURINACIONAL DE BOLIVIA.
Bolivia: Decreto Supremo Nº 48, 18 de marzo de 2009.

A través del Decreto Supremo n.º 405 del 20 de enero de 2010, Evo Morales proclamó el 22 de enero de 2010, la fundación del Estado Plurinacional de Bolivia. 
El presidente de la Comisión de Constitución de la Cámara de Diputados y miembro del Movimiento Al Socialismo Héctor Arce mencionó que a pesar del cambio de nombre Bolivia «ha sido, es y seguirá siendo una República, más allá de que nuestro nombre sea Estado Plurinacional de Bolivia. La categoría filosófica política de la República está entendida por la cosa pública, por un ente que pertenece a todos los ciudadanos», por ende el término “Estado Plurinacional de Bolivia” se constituye solamente un nombre, porque en esencia Bolivia sigue siendo una república, debido a que mantiene su sistema de Gobierno con división de poderes independientes.
En consecuencia en el año 2013, el Tribunal Constitucional de Bolivia llegó a fallar a favor de la postulación de Morales en las elecciones generales de 2014 y cuatro años después fallaría en su favor en las elecciones generales de 2019, ambos con el argumento de la «refundación» de Bolivia como Estado Plurinacional.

## Organización administrativa

### Capital
Si bien la Ley del 11 de agosto de 1825, dispone que la capital de Bolivía sería la ciudad de Sucre: «La ciudad Capital de la República y su departamento se denominará Sucre»; hasta ese entonces no se había definido donde debería estar establecida la ciudad de Sucre. La Ley del 1 de julio de 1826, dispone a la ciudad de Chuquisaca como capital provisional del país, hasta que se designe el lugar donde será, la verdadera capital. 

El Congreso Constituyente faculta al padre de la patria y fundador de Bolivia, Simón Bolívar, para que designe el sitio en que ha de construirse la nueva ciudad Sucre; y mientras se levanten los edificios necesarios para el gobierno y cuerpo Legislativo, Chuquisaca se declara capital provisoria de la República.
Ley de 1 de julio de 1826

El 12 de julio de 1839, se decide que la ciudad de Chuquisaca será la capital oficial de la Bolivia, y de ahí en adelante se la renombra la «ciudad de Chuquisaca» a «ciudad de Sucre»:

«La ciudad de Chuquisaca es la Capital de la República y sede nata de los tres poderes del estado: Ejecutivo, Legislativo y Judicial, y conforme a la ley de 11 de agosto de 1825 se llamará en adelante la ciudad Sucre».
Ley de Declaración, del 12 de julio de 1839

Tras el triunfo de La Paz sobre Sucre en la guerra federal de 1898-1899, La Paz se convirtió oficialmente en la sede de los poderes Ejecutivo y Legislativo. La contienda enfrentó a liberales del norte contra conservadores del sur, quienes querían que la sede de Gobierno se quedase en Sucre.[cita requerida] Esta situación quedó establecida el 25 de octubre de 1899, fecha en la que el general José Manuel Pando asumió la presidencia de la República a raíz del triunfo de la Revolución Federal.
El 22 de julio de 2007 se llevó a cabo el denominado El Gran Cabildo, donde aproximadamente dos millones de habitantes de la ciudad de La Paz y El Alto refrendaron la permanencia de la sede de Gobierno en esta ciudad.

### División administrativa

#### Primera división administrativa (1825-1826)

División administrativa heredada de la República de Bolívar.

En un inicio Bolivia había heredado la división administrativa de la República Bolivar, la cual estaba dividida en 5 provincias, territorios que corespondian a antiguas intendencias españolas:
- Provincia de Chuquisaca
- Provincia de Cochabamba
- Provincia de La Paz
- Provincia de Potosí
- Provincia de Santa Cruz

El 23 de enero de 1826, por decreto de Antonio José de Sucre, estas provincias cambian su denominación y forma de administración a departamentos.

#### Segunda división administrativa (1826-2009)
La República de Bolivia en el transcurso de su historia llegó a contar con 12 departamentos.
| N.º | Departamento | Bandera | Capital                                            | Creación                                          | Origen                                                | Gobierno              |
| --- | ------------ | ------- | -------------------------------------------------- | ------------------------------------------------- | ----------------------------------------------------- | --------------------- |
| 1   | Chuquisaca   |         | Chuquisaca (1826-1839) Sucre (se renombra en 1839) | 23 de enero de 1826                               | Provincia de Chuquisaca                               | Antonio José de Sucre |
| 2   | Cochabamba   |         | Cochabamba                                         | 23 de enero de 1826                               | Provincia de Cochabamba                               | Antonio José de Sucre |
| 3   | La Paz       |         | La Paz                                             | 23 de enero de 1826                               | Provincia de La Paz                                   | Antonio José de Sucre |
| 4   | Potosí       |         | Potosí                                             | 23 de enero de 1826                               | Provincia de Potosí                                   | Antonio José de Sucre |
| 5   | Santa Cruz   |         | Santa Cruz de la Sierra                            | 23 de enero de 1826                               | Provincia de Santa Cruz                               | Antonio José de Sucre |
| 6   | Oruro        |         | Oruro                                              | 5 de septiembre de 1826                           | Diseccionado del Departamento de Chuquisaca           | Antonio José de Sucre |
| 7   | Tarija       |         | Tarija                                             | 24 de septiembre de 1831                          | Anexión de la provincia de Tarija                     | Andrés de Santa Cruz  |
| 8   | Beni         |         | Trinidad                                           | 18 de noviembre de 1842                           | Diseccionado del Departamento de Santa Cruz           | José Ballivian        |
| 9   | Tarata       |         | Melgarejo                                          | 5 de septiembre de 1866                           | Diseccionado del Departamento de Cochabamba           | Mariano Megarejo      |
| 10  | Mejillones   |         | Coro Coro                                          | 1 de enero de 1867                                | Diseccionado del Departamento de La Paz               | Mariano Megarejo      |
| 11  | Litoral      |         | La Mar (1867-1875) Antofagasta (1875-1879)         | 2 de enero de 1867 (En 1904 es entregado a Chile) | En 1839 el Distrito Litoral es elevado a Departamento | Mariano Megarejo      |
| 12  | Pando        |         | Cobija                                             | 24 de septiembre de 1938                          | Diseccionado del Departamento de La Paz               | Germán Busch          |

##### Otras divisiones administrativas
A lo largo de la historia republicana, Bolivia además de sus departamentos, contaba con otras divisiones administrativas con un régimen especial que previamente no formaba parte  de los departamentos, pero que en la práctica contaba casi el mismo rango,< tales como:
| División administrativa | Nombre        | Capital | Creación              | Origen | Gobierno               |
| ----------------------- | ------------- | ------- | --------------------- | --- | ---------------------- |
| Provincia autónoma      | Atacama       | La Mar  | 1 de julio de 1829    | En 1829 es diseccionado del Departamento de Potosí | Andrés de Santa Cruz   |
| Distrito autónomo       | Litoral       | La Mar  | 26 de octubre de 1839 | En 1839 la Provincia de Atacama es elevado al rango de Distrito | José Miguel de Velasco |
| Delegación nacional     | Madre de Dios |         | 28 de octubre de 1890 | En 1890 se crean las Delegaciones Nacionales, que eran una peculiar forma de llamar a un territorio que carecía de personalidad geográfica y jurídica definidas y que tampoco formaba parte de ningún departamento. | Aniceto Arce           |
| Delegación nacional     | Río Purús     |         | 28 de octubre de 1890 | En 1890 se crean las Delegaciones Nacionales, que eran una peculiar forma de llamar a un territorio que carecía de personalidad geográfica y jurídica definidas y que tampoco formaba parte de ningún departamento. | Aniceto Arce           |

## Cronología
| Año  | Nombre                                   | Entidad                                                                 | Establecido           | Contexto |
| ---- | ---------------------------------------- | ----------------------------------------------------------------------- | --------------------- | --- |
| 1825 | Provincias o departamentos del Alto Perú | Provincias en proceso fundacional y bajo ocupación militar              | 9 de febrero de 1825  | Tras la independencia del provincia de La Paz por José Miguel Lanza, el Ejército Libertador comandado por Antonio José de Sucre ingresó al Alto Perú, y se dio inicio al proceso de fundacional con el Decreto del 9 de febrero de 1825.                  |
| 1825 | Provincias o departamentos del Alto Perú | Provincias satélites del Perú y bajo ocupación militar                  | 16 de mayo de 1825    | Simón Bolívar decretó desde Arequipa que las provincias del Alto Perú no reconocerán otro centro de autoridad que la de él y que la Asamblea General del Alto Perú solo deliberaría, mas no sancionaría, esto hasta la instalación del Congreso del Perú. |
| 1825 | Provincias o departamentos del Alto Perú | Fundación como Estado nación, Estado satélite del Perú                  | 6 de agosto de 1825   | Culminando la reunión de la Asamblea General del Alto Perú, se declara la fundación, redactándose el Acta de Independencia el 6 de agosto, con motivo de celebración de la batalla de Junín.                                                              |
| 1825 | República de Bolívar                     | Estado asociado a la Gran Colombia, Estado satélite del Perú            | 11 de agosto de 1825  | Se decreta el cambio del nombre del nuevo Estado, pasando de Alto Perú a República de Bolívar. |
| 1825 | Primera República de Bolivia             | Estado asociado a la Gran Colombia, Estado satélite del Perú hasta 1827 | 3 de octubre de 1825  | Tras un debate, se establece utilizar la denominación "Bolivia”. El 19 de noviembre de 1826, Antonio José de Sucre, promulga la Constitución bolivariana de 1826.                                                                                         |
| 1828 | Primera República de Bolivia             | República                                                               | 2 de agosto de 1828   | Con la renuncia oficial de Antonio José de Sucre, se pone fin a la influencia grancolombiana. |
| 1837 | Estado Boliviano                         | Estado federal de la Confederación Perú-Boliviana                       | 1 de mayo de 1837     | En el Pacto de Tacna se ratifica la unión de las tres Repúblicas, confederadas entre sí, convirtiéndose cada una en Estados federales. |
| 1839 | Segunda República de Bolivia             | República                                                               | 26 de octubre de 1839 | Tras el golpe de Estado a Andrés de Santa Cruz, José Miguel de Velasco separa a Bolivia de la Confederación, restituyendo el régimen republicano y ratificándolo en la Constitución del 26 de octubre de 1839.                                            |
| 2009 | Estado Plurinacional de Bolivia          | Estado plurinacional, unitario, descentralizado y autónomo.             | 18 de marzo de 2009   | Tras la Reforma Constitucional de 2009, Evo Morales instaura el nuevo nombre el 18 de marzo, y declara la Refundación de Bolivia con fecha simbólica de 22 de enero de 2010.                                                                              |